# Birgit Pointner
Birgit Pointner (auch Birgit Pointner-Pfeifer; * 30. Mai 1973) ist eine österreichische Journalistin und Autorin. Sie arbeitet seit 1999 beim ORF.

## Leben
Pointner wuchs in Krieglach im Mürztal auf. Sie maturierte 1991 und studierte Germanistik an der Universität Graz.
Von 1995 bis 1996 arbeitete sie beim Privatradio Antenne Steiermark und von 1997 bis 1999 beim Radiosender 88.6. Danach war sie bis 2012 in der Nachrichtenredaktion des ORF-Senders Hitradio Ö3 tätig, wo sie auch Chefin vom Dienst war und die Nachrichten moderierte. 2010 veröffentlichte sie gemeinsam mit ihrem Kollegen Tim Cupal das Buch Hellwach in Wien, das vom Nachtleben in der Stadt Wien handelt.
Von 2012 bis 2014 arbeitete sie beim ORF in der Wirtschafts- und ab 2014 in der Innenpolitikredaktion, wo sie regelmäßig in den verschiedenen Hörfunkprogrammen zu hören war.
Seit 2023 arbeitet sie im ORF-Landesstudio Wien als Redakteurin und Planerin der täglichen Sendung Wien heute.

## Ehrungen und Auszeichnungen
- 2014 Anerkennungspreis Hörfunk beim Prälat-Leopold-Ungar-JournalistInnenpreis für ihre Sendung Das Wohnungs-Los im Wirtschaftsmagazin Saldo des ORF
- 2022 Pressepreis der Ärztekammer für Wien 2021 für ein Ö1-Interview mit der Leiterin einer Covid-19-Intensivstation im November 2021.[4]

## Veröffentlichungen
- 2010 Hellwach in Wien (mit Tim Cupal)